# Bataille de Sierra Bullones (1342)
Pour les articles homonymes, voir Bataille de Sierra Bullones.
 (avril 2025).
Motif : Y a-t-il des sources secondaires centrées sur cette conquête ?
- Archive Wikiwix
- Bing
- Cairn
- DuckDuckGo
- E. Universalis
- Gallica
- Google
- G. Books
- G. News
- G. Scholar
- Persée
- Qwant
- (zh) Baidu
- (ru) Yandex
- (wd) trouver des œuvres sur Wikidata

| 1. | Préciser le motif de la pose du bandeau. | Précisez le motif de la pose du bandeau en utilisant la syntaxe suivante : {{admissibilité à vérifier\|date=avril 2025\|motif=remplacez ce texte par le motif}}                                         |
| 2. | Informer les utilisateurs concernés.     | Pensez à avertir le créateur de l'article, par exemple, en insérant le code ci-dessous sur sa page de discussion : {{subst:avertissement admissibilité à vérifier\|Bataille de Sierra Bullones (1342)}} |

La bataille Sierra Bullones de 1342 est une bataille navale opposant la flotte castillane sous le commandement de l'amiral Egidio Bocanegra, à une flotte mérinide. 

## Déroulement
En 1341, le roi de Castille Alphonse XI s'assure l'appui des flottes génoise, portugaise et aragonaise, pour mener à bien le futur siège d'Algésiras. Plus de 55 galères chrétiennes surveillent le détroit de Gibraltar à cette époque, dont 28 navires aragonais, et 27 galères castillanes, dont parmi-eux 15 navires amenés de Gênes par l'amiral Egidio Bocanegra.
En avril 1342, l'amiral Egidio Bocanegra attaque une flotte mérinide de 12 galères armées au port de Bullones, à l'ouest de Ceuta. La flotte castillane sort victorieuse et capture 6 galères aux Marocains.

## Sources

### Sources bibliographiques
1. ↑  Santacana y Mensayas 1901, p. 50

#### Hispanophone
- Emilio Santacana y Mensayas, Emilio Santacana y Mensayas, Estab. tip. de El Porvenir, 1901, 314 p.